# 207 (număr)
207 (două sute șapte) este numărul natural care urmează după 206 și precede pe 208 într-un șir crescător de numere naturale.

## În matematică
207:
- Este un număr impar.
- Este un număr compus:[1]
- Este un număr deficient:[2][3] {\displaystyle 1+3+9+23+69=105<207}.
- Este un număr Wedderburn–Etherington.[4]
- Există exact 207 de grafuri din chibrituri diferite cu opt laturi.[5][6]

## În știință

### În astronomie
- Obiectul NGC 207 din New General Catalogue este o galaxie spirală cu o magnitudine 13,7 în constelația Balena.
- 207 Hedda este un asteroid din centura principală.
- 207P/NEAT este o cometă periodică din sistemul nostru solar.